# Elecciones municipales de Puno de 1963
Las elecciones municipales de Puno de 1963 se llevaron a cabo el 15 de diciembre de 1963 para elegir al alcalde y al Concejo Provincial de Puno para el periodo 1964-1966. La elección se celebró simultáneamente con elecciones municipales en todo el país. Por primera vez en la historia del Perú, las autoridades locales fueron elegidas por voto universal alfabeto y directo.

## Sistema electoral
La Municipalidad Provincial de Puno es el órgano administrativo y de gobierno de la provincia de Puno. Está compuesta por el alcalde y el Concejo Provincial.
La votación del alcalde y el concejo se realiza en base al sufragio universal alfabeto, que comprende a todos los ciudadanos nacionales mayores de veintiún años, empadronados y residentes en la provincia de Puno y en pleno goce de sus derechos políticos.
El Concejo Provincial de Puno está compuesto por 14 concejales elegidos por sufragio directo para un período de tres (3) años, en forma conjunta con la elección del alcalde (quien lo preside). La votación es por lista cerrada y bloqueada. Se asigna a cada lista los escaños según el método d'Hondt.

## Partidos y candidatos
A continuación se muestra una lista de los principales partidos y alianzas electorales que participaron en las elecciones:
| Candidatura | Candidatura | Partidos y alianzas | Candidatos | Candidatos               | Ideología                                           | Ref. |
| ----------- | ----------- | --- | ---------- | ------------------------ | --------------------------------------------------- | ---- |
|             | AP–DC       | Lista - Alianza Acción Popular - Democracia Cristiana (AP–DC) – Acción Popular (AP) – Partido Demócrata Cristiano (DC)                          |            | Remigio Cabala Pinazo    | Liberalismo Humanismo Democracia cristiana          |      |
|             | APRA–UNO    | Lista - Coalición Partido Aprista Peruano - Unión Nacional Odriísta (APRA–UNO) – Partido Aprista Peruano (APRA) – Unión Nacional Odriísta (UNO) |            | José Sardón Urbina       | Aprismo Conservadurismo social Populismo de derecha |      |
|             | IND         | Lista - Lista Independiente de Trabajadores y Campesinos                                                                                        |            | Atalo Gutiérrez Valdivia | Localismo puneño                                    |      |
|             | IND         | Lista - Lista Independiente del Frente Patriótico                                                                                               |            | Luis Quintanilla Torres  | Localismo puneño                                    |      |

## Resultados

### Sumario general
|                        |                                                                        |              |              |              |            |            |
| Partidos y coaliciones | Partidos y coaliciones                                                 | Voto popular | Voto popular | Voto popular | Concejales | Concejales |
| Partidos y coaliciones | Partidos y coaliciones                                                 | Votos        | %            | +/−          | Total      | +/−        |
|                        | Alianza Acción Popular - Democracia Cristiana (AP–DC)                  | 6,340        | 43.12        | n/a          | 7          | n/a        |
|                        | Lista Independiente de Trabajadores y Campesinos                       | 3,807        | 25.89        | n/a          | 3          | n/a        |
|                        | Lista Independiente del Frente Patriótico                              | 3,086        | 20.99        | n/a          | 3          | n/a        |
|                        | Coalición Partido Aprista Peruano - Unión Nacional Odriísta (APRA–UNO) | 1,469        | 9.99         | n/a          | 1          | n/a        |
|                        |                                                                        |              |              |              |            |            |
| Total                  | Total                                                                  | 14,702       |              |              | 14         | n/a        |
|                        |                                                                        |              |              |              |            |            |
| Votos válidos          | Votos válidos                                                          | 14,702       | 89.45        | n/a          |            |            |
| Votos en blanco        | Votos en blanco                                                        | 921          | 5.60         | n/a          |            |            |
| Votos nulos            | Votos nulos                                                            | 813          | 4.95         | n/a          |            |            |
| Votos emitidos         | Votos emitidos                                                         | 16,436       | 100.00       | n/a          |            |            |
| Abstenciones           | Abstenciones                                                           | 0            | 0.00         | n/a          |            |            |
| Votantes registrados   | Votantes registrados                                                   | 14,256       |              |              |            |            |
|                        |                                                                        |              |              |              |            |            |
| Fuente:                |                                                                        |              |              |              |            |            |

### Concejo Provincial de Puno
| Cargo                        | Autoridad electa            | Partido político | Partido político                                 |
| ---------------------------- | --------------------------- | ---------------- | ------------------------------------------------ |
| Alcalde Provincial de Puno   | Remigio Cabala Pinazo       |                  | Alianza AP-DC                                    |
| Concejal Provincial de Puno  | Ciro Astete Yavar           |                  | Alianza AP-DC                                    |
| Concejal Provincial de Puno  | Rubén Ponce Álvarez         |                  | Alianza AP-DC                                    |
| Concejal Provincial de Puno  | Cristóbal Villasante Chambi |                  | Alianza AP-DC                                    |
| Concejala Provincial de Puno | Eugenia Suárez de Gonzales  |                  | Alianza AP-DC                                    |
| Concejal Provincial de Puno  | Hugo Carbajal Dueñas        |                  | Alianza AP-DC                                    |
| Concejal Provincial de Puno  | César Barraza Rodríguez     |                  | Alianza AP-DC                                    |
| Concejal Provincial de Puno  | José Bedoya Fournier        |                  | Alianza AP-DC                                    |
| Concejal Provincial de Puno  | Federico Aramayo Pinazo     |                  | Lista Independiente de Trabajadores y Campesinos |
| Concejal Provincial de Puno  | Abel Durand Lanza           |                  | Lista Independiente de Trabajadores y Campesinos |
| Concejal Provincial de Puno  | José Benavides Llosa        |                  | Lista Independiente de Trabajadores y Campesinos |
| Concejal Provincial de Puno  | Francisco Terroba Sosa      |                  | Lista Independiente del Frente Patriótico        |
| Concejal Provincial de Puno  | Juan Bustinza Cordero       |                  | Lista Independiente del Frente Patriótico        |
| Concejal Provincial de Puno  | Raúl Loza Arce              |                  | Lista Independiente del Frente Patriótico        |
| Concejal Provincial de Puno  | Hugo Vargas Oviedo          |                  | Coalición APRA-UNO                               |

## Elecciones municipales distritales

### Sumario general
| Partidos y coaliciones | Partidos y coaliciones                                                 | Voto popular | Voto popular | Voto popular | Alcaldías | Alcaldías |
| Partidos y coaliciones | Partidos y coaliciones                                                 | Votos        | %            | +/−          | Total     | +/−       |
| ---------------------- | ---------------------------------------------------------------------- | ------------ | ------------ | ------------ | --------- | --------- |
|                        | Lista Independiente de Trabajadores y Campesinos                       | 2,949        | 66.43        | n/a          | 7         | n/a       |
|                        | Alianza Acción Popular - Democracia Cristiana (AP–DC)                  | 944          | 21.27        | n/a          | 2         | n/a       |
|                        | Coalición Partido Aprista Peruano - Unión Nacional Odriísta (APRA–UNO) | 141          | 3.18         | n/a          | 0         | n/a       |
|                        | Listas independientes distritales                                      | 405          | 9.12         | n/a          | 0         | n/a       |
|                        | Sin información disponible                                             | n/a          | n/a          | n/a          | 2         | n/a       |
|                        |                                                                        |              |              |              |           |           |
| Total                  | Total                                                                  | 4,439        |              |              | 12        | n/a       |
|                        |                                                                        |              |              |              |           |           |
| Votos válidos          | Votos válidos                                                          | 4,439        | 83.36        | n/a          |           |           |
| Votos en blanco        | Votos en blanco                                                        | 509          | 9.56         | n/a          |           |           |
| Votos nulos            | Votos nulos                                                            | 377          | 7.08         | n/a          |           |           |
| Votos emitidos         | Votos emitidos                                                         | 5,325        | n/d          | n/a          |           |           |
| Abstenciones           | Abstenciones                                                           | n/d          | n/d          | n/a          |           |           |
| Votantes registrados   | Votantes registrados                                                   | n/d          |              |              |           |           |
|                        |                                                                        |              |              |              |           |           |
| Fuente:                |                                                                        |              |              |              |           |           |

### Resultados por distrito
La siguiente tabla enumera el control de los distritos de la provincia de Puno.
| Distrito    | Alcalde(sa) electo(a)      | Partido político           | Partido político           |
| ----------- | -------------------------- | -------------------------- | -------------------------- |
| Ácora       | Samuel Flores Mamani       |                            | Trabajadores y Campesinos  |
| Atuncolla   | Manuel Paredes Cahuapaza   |                            | Cívico Popular             |
| Capachica   | Ángel Umiña Flores         |                            | Trabajadores y Campesinos  |
| Chucuito    | Elías Pacho Huanca         |                            | Trabajadores y Campesinos  |
| Coata       | Fortunato Amanqui Mamani   |                            | Trabajadores y Campesinos  |
| Huata       | Víctor Pari Calatayud      |                            | Trabajadores y Campesinos  |
| Mañazo      | Evaristo Cossio Luna       |                            | Alianza AP-DC              |
| Paucarcolla | Félix Contreras Velásquez  |                            | Trabajadores y Campesinos  |
| Pichacani   | Juan Japura Cahuana        |                            | Trabajadores y Campesinos  |
| San Antonio | Sin información disponible | Sin información disponible | Sin información disponible |
| Tiquillaca  | Sin información disponible | Sin información disponible | Sin información disponible |
| Vilque      | Lorenzo Lipa Quispe        |                            | Alianza AP-DC              |